# Mezopotamien Verlag
Der Mezopotamien Verlag war ein deutscher Verlag mit Sitz in Neuss.
Der auf kurdische Literatur spezialisierte Verlag wurde am 1. Februar 2019 per Verfügung des Bundesministeriums des Innern, für Bau und Heimat (BMI) verboten. Der Vorwurf lautete, dass es sich bei dem Verlag um eine Teilorganisation der in Deutschland verbotenen Arbeiterpartei Kurdistans (PKK) handele. „Auch die Verlagsbestände – 50.000 Werke – wurden beschlagnahmt“, obwohl keines der beschlagnahmten Bücher in der BRD verboten war.
Am 26. Januar 2022 wurde das Verbot durch das Bundesverwaltungsgericht bestätigt. Aus Protest gegen das Urteil haben drei Verlage – der Unrast Verlag aus Münster, die Schweizer Edition 8 und der Mandelbaum Verlag aus Wien – einen Teil des Verlagsprogramms übernommen. Die Titel erscheinen unter dem Namen „Edition Mezopotamya“.